# كفر منصور (بني سويف)
قرية كفر منصور هي إحدى القرى التابعة لمركز ببا في محافظة بني سويف في جمهورية مصر العربية. حسب إحصاءات سنة 2006، بلغ إجمالي السكان في كفر منصور 6152 نسمة، منهم 3096 رجل و3056 امرأة.